# Murray City (Ohio)
Murray City es una villa ubicada en el condado de Hocking en el estado estadounidense de Ohio. En el Censo de 2010 tenía una población de 449 habitantes y una densidad poblacional de 545,16 personas por km².

## Geografía
Murray City se encuentra ubicada en las coordenadas 39°30′32″N 82°10′9″O / 39.50889, -82.16917. Según la Oficina del Censo de los Estados Unidos, Murray City tiene una superficie total de 0.82 km², de la cual 0.82 km² corresponden a tierra firme y (0.31%) 0 km² es agua.

## Demografía
Según el censo de 2010, había 449 personas residiendo en Murray City. La densidad de población era de 545,16 hab./km². De los 449 habitantes, Murray City estaba compuesto por el 99.11% blancos, el 0.22% eran afroamericanos, el 0% eran amerindios, el 0% eran asiáticos, el 0% eran isleños del Pacífico, el 0% eran de otras razas y el 0.67% pertenecían a dos o más razas. Del total de la población el 1.34% eran hispanos o latinos de cualquier raza.